# Ulvaria subbifurcata
Ulvaria subbifurcata és una espècie de peix de la família dels estiquèids i l'única del gènere Ulvaria.

## Descripció
- Fa 18 cm de llargària màxima i és de color marró al dors i la part superior dels flancs. Ventre de color marró clar.
- Perfil dorsal del cap més convex que el ventral.
- Aleta dorsal amb 43-44 espines, amb una sola taca (gran i fosca) a la part davantera, pràcticament contínua amb l'aleta caudal i marcada amb molts punts petits i foscos.
- Aleta anal amb prop de 30 radis, separada de la caudal per un espai intermedi curt i aproximadament la meitat de llarga que la dorsal.
- Aletes pectorals amb els contorns uniformement arrodonits.
- Aleta caudal amb 3 o 4 sèries de punts foscos.
- Línia lateral doble (una branca superior i una altra d'inferior, la qual s'estén a tota la longitud del cos).[8][9][10]

## Reproducció
Hom creu que té lloc des de finals de la primavera fins a finals de l'estiu i el mascle custòdia els ous.

## Depredadors
Als Estats Units és depredat per Paralichthys dentatus.

## Hàbitat i distribució geogràfica
És un peix marí, bentopelàgic i de clima temperat (52°N-41°N), el qual viu a l'Atlàntic nord-occidental: les costes rocalloses i amb algues fins als 55 m de fondària o més des del nord de Terranova (l'estret de Belle Isle, el Canadà) fins al sud de Massachusetts (els Estats Units), incloent-hi el golf de Sant Llorenç, el nord de Nova Escòcia, el Quebec, Nantucket Shoals, Rhode Island i Maine.

## Observacions
És inofensiu per als humans.